# Seliște, Blagoevgrad
Seliște (în bulgară Селище) este un sat în comuna Blagoevgrad, regiunea Blagoevgrad,  Bulgaria.

## Demografie
Componența etnică a satului Seliște
     Bulgari (96,91%)
     Nicio identificare (2,05%)
     Altele (1,02%)
La recensământul din 2011, populația satului Seliște era de 292 locuitori. Din punct de vedere etnic, majoritatea locuitorilor (96,91%) erau bulgari. Pentru 2,05% din locuitori nu este cunoscută apartenența etnică.